# Boliscodes amaenulus
Boliscodes amaenulus Simon, 1909 è un ragno appartenente alla famiglia Thomisidae.
È l'unica specie nota del genere Boliscodes.

## Distribuzione
L'unica specie oggi nota di questo genere è stata rinvenuta in Vietnam.

## Tassonomia
Dal 1909 non sono stati esaminati altri esemplari, né sono state descritte sottospecie al 2014.